# Саум
Саум (на арабски: صوم) е арабска дума за говеене, разпространена чрез ислямското вероизповедание.
В терминологията на ислямското право терминът означава въздържане от ядене, пиене и полови контакти. Спазването на саум по време на свещения месец Рамадан е сред Петте стълба на исляма, но не се ограничава само до този месец.

## Етимология и превод
Думата саум е производна на сирийската дума саумо. Буквално означава въздържане.
Мюсюлманите в Афганистан, Индия, Иран, Бангладеш и Пакистан използват думата роза, която е от индоарийския език дари. В Турция се използва думата оруч, докато в Индонезия, Малайзия и Сингапур се използва терминът пуаса, което произхожда от санскритската дума упвааса.
В България официално се използва думата говеене, но много често се чува и турската дума оруч, както и неподходящата дума постене. Думата постене означава, че се яде само постно ядене, тоест без месо и други животински продукти, а това не отговаря на по-обхватния термин саум, означаващ пълно въздържане от храна и напитки, пушене и полови контакти денем.

## Предписания
На мюсюлманите се забранява да ядат, пият, пушат и да извършват полови актове от пукването на зората до края на залеза. Говеенето е начин за сближаване с Аллах и увеличаване на набожността. Сред по-далечните цели на говеенето е да се съчувства на тези, които не винаги разполагат с храна и вода. Освен това по време на говеене е желателно да се избягва псуването, проклинането и злите мисли. Говеенето се разглежда и като инструмент за контрол на собствените желания (глад, жажда, нагон, гняв) и фокусиране повече върху себеотдаването на Аллах.

## Условия за говеене

### Намерение (ниях)
За да бъде валидно говеенето, най-напред трябва да бъде извършено намерение (ниях) за говеене преди започване на самото говеене. Това се разглежда като клетва.
Ако намерението не е осъществено преди започването на говеенето, то тогава последното не е валидно.

### Общи условия
По време на говеенето мюсюлманите се въздържат от определени благини, които при нормални условия са позволени от Аллах: консумиране на храна и вода и полово съвкупление. В допълнение на това и греховете, които са забранени в Корана, също развалят говеенето. Такива са например: лоша реч, правене на свади, сбиване и лоши мисли. Без спазването на тези предписания говеенето се счита само за безполезно гладуване.
Който е болен или пътува, се освобождава от говеенето. Според Корана във всички други случаи човек се задължава да говее. Изключение правят само случаите, когато има опасност за здравето, например: слабост, старост, някои болести (като диабет), бременност, кърмене.
Говеенето не е позволено на жени в менструален цикъл. Но когато периодът приключи, жената е длъжна да продължи говеенето. Всички пропуснати дни трябва да бъдат наваксани до идването на следващия месец Рамадан.

### Нарушаване и санкции
Когато говеенето се наруши по погрешка, то трябва да продължи, тъй като ще остане валидно. Но ако говеенето бъде прекъснато съзнателно, то пак трябва да се продължи, да се добави 1 ден и да изплати наказание (фидях). Ислямските школи определят размера на фидях по различен начин – в Малайзия фидях е ориз, колкото за 1 ядене.
Ако говеенето се наруши чрез извършване на полов акт, тогава се прилага пакет от наказания (кафара). Има 3 форми, от които сгрешилият си избира една:
- говеене още 60 дена – ако нарушителят е непосилен, тогава:
- нахранване и обличане на 60 души в нужда – ако нарушителят е непосилен, тогава:
- освобождаване на роб-мюсюлманин.

Горните наказания важат за нарушения на говеенето в месеца Рамадан. Когато мюсюлманинът говее по желание извън Рамадан и прекъсне говеенето, наказанието е да говее още 3 дена или да нахрани и облече 10 души.

### Започване и завършване
В съответствие с традицията на Мухаммед мюсюлманите се хранят преди пукването на зората, като това ястие се нарича сухур (или суфер, както е по-известно в някои райони в България). Яденето и пиенето трябва да приключат преди пукването на зората. Има различни мнения кога настъпва астрономическата зора. Учените избират момента, когато слънцето е между 12 и 21 градуса под хоризонта или 40-60 минути преди гражданската зора. След приключване със сухур мюсюлманите изпълняват сутрешната молитва. Забранява се преглъщането на храна и вода след тази молитва. За разлика от храната, вода може да бъде поставяна в устата, за да се извърши ритуалното обмиване преди молитва.
Ястието, което се яде след края на говеенето, се нарича ифтар. Много мюсюлмани, следвайки примера на Пророка, приключват говеенето с палмови фурми и вода, преди да изпълнят вечерната молитва, след което се нахранват.

## Ползи от говеенето
Говеенето поражда чувство на братство и солидарност, след като мюсюлманите могат да разберат как се чувстват гладните им братя и сестри. Но дори гладните, нуждаещите се и бедните се задължават да говеят. Още повече че Рамадан е месец на благотворителността и споделяне на храната за завършване на говеенето заедно. Това прави наградата от говеенето по-голяма. Най-важното е, че говеенето е голямо доказателство за подчинението пред Аллах. Спазването на саум компенсира греховете и пропуснатите задължения и помага за спечелването на място в рая.
Както беше споменато по-горе, говеенето може да бъде извършвано и доброволно извън месеца Рамадан (като част от По-големия джихад). Саумът учи вярващите на търпение и самоконтрол над изкушенията и греховете, а и подсилва вярата. Говеенето също така служи за изчистване на душата и освобождаването ѝ от вредни неща.
Докато говеенето през Рамадан е задължително, ислямът препоръчва да се говее по желание и през следните дни:
- всеки понеделник и четвъртък;
- всеки 13-и, 14-и и 15-и ден от лунния календар;
- 6 дена от месеца Шауал (след Рамадан);
- деня Арафат с 1 или 2 дена преди и/или след него

## Забранени времена
Въпреки че говеенето е почитано в исляма, има определени дни, в които то е забранено:
- на празника Рамазан байрам
- на празника Курбан байрам
- на 11-и, 12-и, 13-и ден от месеца Зул ал-Хиджах
- в петък (без Рамазан) или ако човек е говял преди петък или има намерение да говее след петък.

## Говеене в Корана
- يٰأَيُّهَا ٱلَّذِينَ آمَنُواْ كُتِبَ عَلَيْكُمُ ٱلصِّيَامُ كَمَا كُتِبَ عَلَى ٱلَّذِينَ مِن قَبْلِكُمْ لَعَلَّكُمْ تَتَّقُونَ

| “ | 183. О, вярващи, предписано ви е говеенето, както бе предписано и за онези преди вас, за да се побоите— превод Цветан Теофанов, I изд. | ” |

## Говеене в други религии
Последователите на християнството, юдаизма, индуизма и будизма също постят или говеят.